# Monument voor verleden en toekomst
Een monument voor verleden en toekomst werd in 1961 onthuld in de plaats Brokopondo in Suriname.  Het is gemaakt van graniet en werd ontworpen door de kunstenaar Jo Rens.
Het monument bestaat uit twee personen, een stads- en een boslandbewoner. Ze reiken elkaar de hand om samen aan de opbouw van Suriname te werken. De staande man heeft een papegaai in de hand en de zittende man een schrijfplank. Deze symbolen zijn een uitbeelding van het verleden en de toekomst. Het monument is tweeënhalve meter hoog.
De goedkeuring kreeg Rens in juni 1959. Bij elkaar trok hij achttien maanden uit voor de voltooiing van zijn werk. De onthulling vond in augustus 1961 plaats tijdens de officiële opening van de plaats Brokopondo als bestuurszetel van het gelijknamige district. De ceremonie werd verricht door premier Freek Emanuels, die het monument in verband bracht met de goede samenwerking tussen de regeringsstad Paramaribo en het binnenland.